# Margareta Keszeg
Margareta »Margit« Keszeg-Elena, romunska atletinja, * 31. avgust 1965, Mediaș, Romunija.
Nastopila je na poletnih olimpijskih igrah leta 1992 in osvojila enajsto mesto v teku na 3000 m. Na svetovnih dvoranskih prvenstvih je osvojila dve srebrni in bronasto medalji v isti disciplini, na evropskih dvoranskih prvenstvih pa naslov prvakinje leta 1992 in dve srebrni medalji.